# 四川花耳
四川花耳（学名：Dacrymyces sichuanensis）是属于花耳目花耳科花耳属的一种真菌，生长在阔叶树朽木上。该种分布于中国四川峨眉山。